# Дранак
Дранак (фр. Drennec) је насељено место у Француској у региону Бретања, у департману Финистер.
По подацима из 2011. године у општини је живело 1793 становника, а густина насељености је износила 188,74 становника/km².

## Демографија
| 1962. | 1968. | 1975. | 1982. | 1990. | 2011. |
| ----- | ----- | ----- | ----- | ----- | ----- |
| 880   | 974   | 1.206 | 1.529 | 1.599 | 1.793 |